# الانتحار في كازاخستان
يعد الانتحار في كازاخستان سببًا شائعًا للوفاة غير الطبيعية في البلاد وقضية اجتماعية طويلة الأجل. وفقًا لتقرير منظمة الصحة العالمية لعام 2011, من بين جميع الأشخاص الذين يتم الإبلاغ عن موتهم بسبب الانتحار في جميع أنحاء العالم كل عام، ينتمي 3.23 ٪ إلى كازاخستان. انتحار المراهقين والشباب مشكلة كبيرة في البلاد. في الفئة العمرية من 15 إلى 49 عامًا، يمثل الانتحار ما يصل إلى 12.2٪ من إجمالي الوفيات في كازاخستان.

## إحصائيات
يوجد في البلاد أكبر عدد من حالات الانتحار المسجلة بين الفتيات الذين تتراوح أعمارهم بين 15 و 19 عامًا، وبالنسبة للفتيان، فهي ثاني أعلى معدل بعد روسيا. يُظهر تقرير اليونيسف لعام 2009, بين عامي 1999 و 2008, أن عدد حالات الانتحار بين الشباب في البلاد زاد بنسبة 23٪.
وفقًا لريسا شير، رئيسة لجنة حماية الطفل بوزارة التعليم في البلاد، هناك عدة عوامل وراء ارتفاع معدلات الانتحار بين الأشخاص في سن مبكرة، مثل:
- التنمر في المدارس
- غياب أو فقدان القيم
- هبوط معايير السلوك الاجتماعي
- العزلة

| عدد حالات الانتحار حسب الفئة العمرية، كازاخستان، مقارنة 2008 و 2015 | عدد حالات الانتحار حسب الفئة العمرية، كازاخستان، مقارنة 2008 و 2015 | عدد حالات الانتحار حسب الفئة العمرية، كازاخستان، مقارنة 2008 و 2015 | عدد حالات الانتحار حسب الفئة العمرية، كازاخستان، مقارنة 2008 و 2015 | عدد حالات الانتحار حسب الفئة العمرية، كازاخستان، مقارنة 2008 و 2015 | عدد حالات الانتحار حسب الفئة العمرية، كازاخستان، مقارنة 2008 و 2015 | عدد حالات الانتحار حسب الفئة العمرية، كازاخستان، مقارنة 2008 و 2015 | عدد حالات الانتحار حسب الفئة العمرية، كازاخستان، مقارنة 2008 و 2015 |
| العمر (بالسنوات)                                                    | 5-14                                                                | 15-24                                                               | 25-34                                                               | 35-54                                                               | 55-74                                                               | 75+                                                                 | المجموع                                                             |
| ------------------------------------------------------------------- | ------------------------------------------------------------------- | ------------------------------------------------------------------- | ------------------------------------------------------------------- | ------------------------------------------------------------------- | ------------------------------------------------------------------- | ------------------------------------------------------------------- | ------------------------------------------------------------------- |
| 2008                                                                | 85                                                                  | 896                                                                 | 1012                                                                | 1395                                                                | 476                                                                 | 133                                                                 | 4009                                                                |
| 2015                                                                | 43                                                                  | 439                                                                 | 711                                                                 | 1137                                                                | 428                                                                 | 114                                                                 | 2872                                                                |
| التغيير                                                             | -49.4٪                                                              | -51.0٪                                                              | -29.7٪                                                              | -18.5٪                                                              | -10.1٪                                                              | -14.3٪                                                              | -28.4٪                                                              |
| المصدر: منظمة الصحة العالمية                                        |                                                                     |                                                                     |                                                                     |                                                                     |                                                                     |                                                                     |                                                                     |

| عدد حالات الانتحار حسب الفئة العمرية والجنس. كازاخستان، 2008 | عدد حالات الانتحار حسب الفئة العمرية والجنس. كازاخستان، 2008 | عدد حالات الانتحار حسب الفئة العمرية والجنس. كازاخستان، 2008 | عدد حالات الانتحار حسب الفئة العمرية والجنس. كازاخستان، 2008 | عدد حالات الانتحار حسب الفئة العمرية والجنس. كازاخستان، 2008 | عدد حالات الانتحار حسب الفئة العمرية والجنس. كازاخستان، 2008 | عدد حالات الانتحار حسب الفئة العمرية والجنس. كازاخستان، 2008 | عدد حالات الانتحار حسب الفئة العمرية والجنس. كازاخستان، 2008 | عدد حالات الانتحار حسب الفئة العمرية والجنس. كازاخستان، 2008 | عدد حالات الانتحار حسب الفئة العمرية والجنس. كازاخستان، 2008 |
| العمر (بالسنوات)                                             | 5-14                                                         | 15-24                                                        | 25-34                                                        | 35-44                                                        | 45-54                                                        | 55-64                                                        | 65-74                                                        | 75+                                                          | المجموع                                                      |
| ------------------------------------------------------------ | ------------------------------------------------------------ | ------------------------------------------------------------ | ------------------------------------------------------------ | ------------------------------------------------------------ | ------------------------------------------------------------ | ------------------------------------------------------------ | ------------------------------------------------------------ | ------------------------------------------------------------ | ------------------------------------------------------------ |
| ذكور                                                         | 66                                                           | 657                                                          | 860                                                          | 656                                                          | 522                                                          | 240                                                          | 143                                                          | 86                                                           | 3241                                                         |
| إناث                                                         | 19                                                           | 239                                                          | 152                                                          | 120                                                          | 97                                                           | 52                                                           | 41                                                           | 47                                                           | 768                                                          |
| مجموع                                                        | 85                                                           | 896                                                          | 1012                                                         | 776                                                          | 619                                                          | 292                                                          | 184                                                          | 133                                                          | 4009                                                         |
| المصدر: منظمة الصحة العالمية                                 |                                                              |                                                              |                                                              |                                                              |                                                              |                                                              |                                                              |                                                              |                                                              |

## انتحار الشباب
وفقًا لبيانات اليونيسف ومنظمة الصحة العالمية, فإن كازاخستان لديها أعلى مستوى انتحار بين الأشخاص الذين تتراوح أعمارهم بين 15 و 19 عامًا في العالم. احتلت كازاخستان المرتبة الثانية على مستوى العالم في حالات الانتحار بين الفتيان المراهقين، والأولى بين الفتيات في حالات الانتحار.
وفقًا لدراسة أجرتها اليونيسف في خمس مدن كازاخستانية مع 1700 مراهق، كانت القضايا الاجتماعية والمشاكل الأسرية ونقص الدعم من بين الأسباب الرئيسية لانتحار المراهقين. وفقًا للدراسة، يقضي الآباء الكازاخستانيون 20 دقيقة فقط من «وقت ممتع» مع أطفالهم يوميًا.